# Ostbahn (Prussia)
La Ostbahn (letteralmente: "ferrovia dell'est") era una ferrovia che fino al 1918 collegava le regioni orientali del Prussia alla capitale Berlino. Il suo principale percorso, lungo all'incirca 740 km, collegava la capitale Berlino con le città di Danzica e Königsberg (oggi Kaliningrad). Presso Eydtkuhnen (oggi Černyševskoe) raggiungeva il confine tra Impero germanico e Impero russo.

## Storia

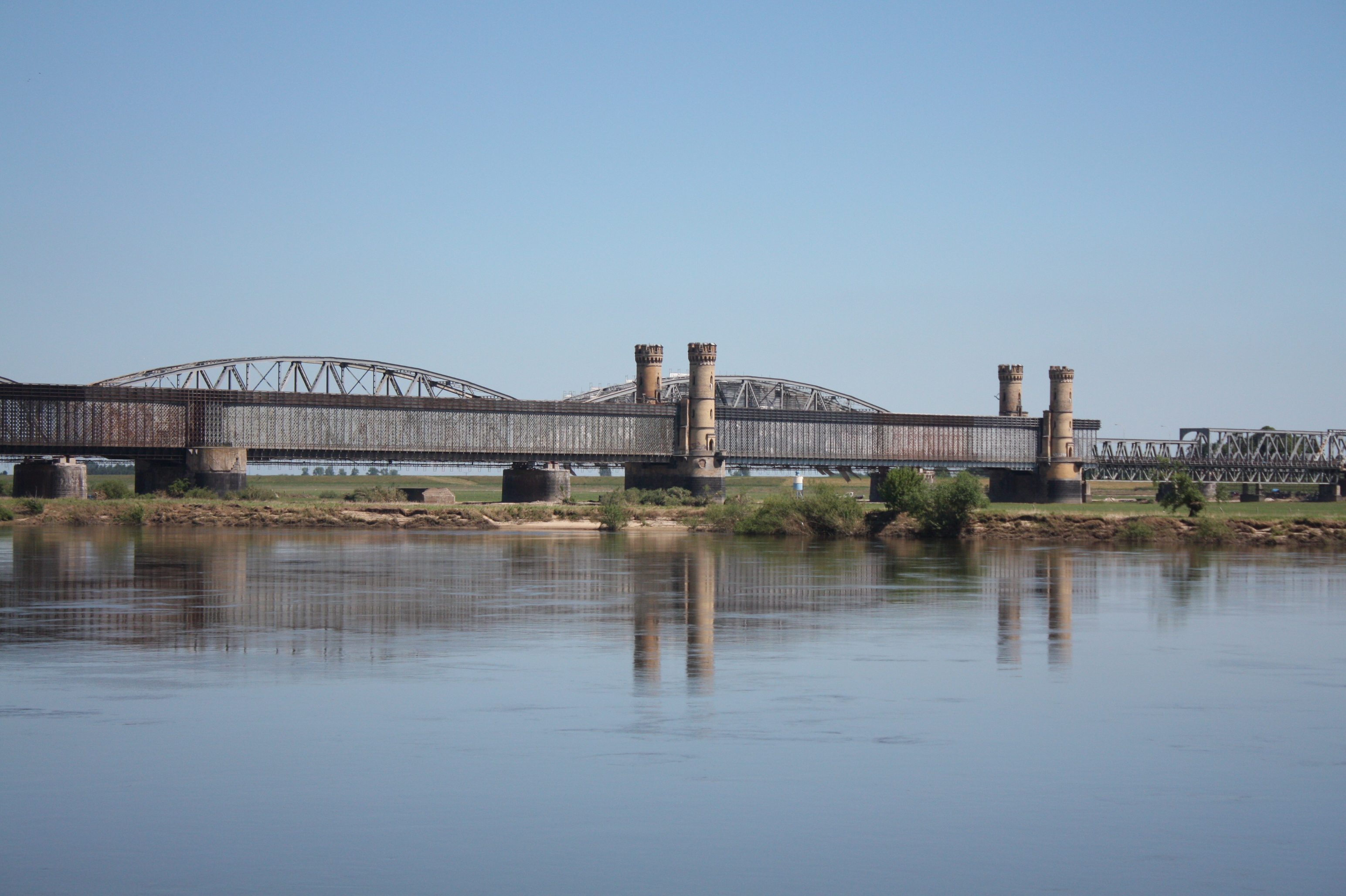
Ponti sulla Vistola presso Tczew

La prima parte della linea aprì nel 1851, raggiungendo Eydtkuhnen nel 1860. Dal marzo 1880 la lunghezza totale raggiunse i 2.210 km, con un percorso parallelo verso sud attraverso Bromberg (oggi Bydgoszcz) e Thorn (oggi Toruń) fino a Insterburg (oggi Černjachovsk). Le linee furono la prima parte delle future Ferrovie dello Stato Prussiane (Preußische Staatseisenbahnen).
Nel 1919, il Trattato di Versailles creò il Corridoio di Danzica, separando la Città Libera di Danzica e la Prussia Orientale dalla Repubblica di Weimar, lasciando la Prussia Orientale come exclave. Questo causò un collo di bottiglia al ponte sulla Vistola diretto verso sud di Danzica presso Dirschau (Tczew) che era sotto controllo polacco. Insieme alle altre ferrovie dello stato tedesche, le linee delle Ferrovie Orientali della Prussia rimaste nello Stato Libero di Prussia divennero parte delle Deutsche Reichsbahn nel 1920.
I conflitti sull'utilizzo della ferrovia nel periodo interbellico (1919 - 1938) furono dichiarati dalla Germania nazista come una delle cause della seconda guerra mondiale.

## Linee e tratte
- Danzig – Neufahrwasser (1867)
- Fredersdorf – Rüdersdorf (1872)
- Neustettin – Wangerin (1877, Pommersche Centralbahn)
- Neustettin – Konitz (1878, Pommersche Centralbahn; oggi è la linea Chojnice - Runowo Pomorskie)
- Neustettin – Belgard (1878)
- Neustettin – Zollbrück – Rügenwalde/Stolpmünde (1878)
- Schneidemühl – Posen (1879)
- Schneidemühl – Neustettin (1879)
- Laskowitz – Graudenz – Jablonowo (collegante le ferrovie Bromberg – Königsberg e Thorn – Insterburg, 1879/78)
- Insterburg – Goldap – Lyck (1878/79)

## Percorso
| Straight track | Urban straight track |  |

|  | Straight track | Urban straight track |  | Unknown route-map component "exKBHFa" |

|  | Unknown route-map component "XBHF-L" | Unknown route-map component "uXBHF-R" | Unknown route-map component "exKBHFa" | Unknown route-map component "exSTR" |

|  | Straight track | Unknown route-map component "uABZg+l" | Unknown route-map component "exKRZ" | Unknown route-map component "exSTRr" |

| Straight track | Urban station on track | Unknown route-map component "exSTR" |

| Unknown route-map component "uSHI4+rq" | Unknown route-map component "mKRZu" | Unknown route-map component "uABZgrxl" | Unknown route-map component "exmKRZu" | Unknown route-map component "uexSHI4rq" |

| Unknown route-map component "uSHI4glq" | Unknown route-map component "mKRZu" | Unknown route-map component "uTBHFu" | Unknown route-map component "xmKRZu" | Unknown route-map component "ueSHI4g+lq" |

| Unknown route-map component "exSTRq" | Unknown route-map component "eKRZu" | Unknown route-map component "uemKRZu" | Unknown route-map component "exKRZu" | Unknown route-map component "exSTRq" |

| One way rightward | Urban straight track | Unknown route-map component "exSTR" |

|  | Unknown route-map component "uABZgr" | Unknown route-map component "exSTR" |

|  | Urban stop on track | Unknown route-map component "exSTR" |

|  | Urban straight track | Unknown route-map component "xABZg+l" |

|  | Unknown route-map component "uXBHF-L" | Unknown route-map component "XBHF-R" |

|  | Urban stop on track | Straight track |

|  | Urban straight track | Unknown route-map component "eABZgl" |

|  | Waterway under railway bridge | Unknown route-map component "KRZlr+lr" |

|  | Unknown route-map component "uABZgl" | Unknown route-map component "mKRZu" |

|  | Straight track | Urban stop on track |

|  | Unknown route-map component "eABZg+r" | Unknown route-map component "uABZg+r" |

|  | Straight track | Urban station on track |

|  | Straight track | Unknown route-map component "uABZgl" |

|  | Straight track | Urban stop on track |

|  | Straight track | Urban station on track |

|  | Straight track + Unknown route-map component "GRZq" | Urban straight track + Unknown route-map component "GRZq" |

|  |  | Straight track | Urban stop on track | Unknown route-map component "exKBHFa" |

|  |  | Straight track | Urban straight track | Unknown route-map component "exSTRl" |

|  | Straight track | Urban stop on track |

|  | Unknown route-map component "SKRZ-Au" | Unknown route-map component "uSKRZ-Au" |

|  | Non-passenger station/depot on track | Urban straight track |

|  | Straight track | Urban station on track |

|  | Unknown route-map component "eABZgr" | Urban straight track |

|  | Straight track | Urban stop on track |

|  |  | Unknown route-map component "XBHF-L" | Unknown route-map component "uXBHF-R" | Unknown route-map component "KBHFaq" |

|  | Straight track | Unknown route-map component "uSTRl" |

| Unknown route-map component "eABZgr" |

| Stop on track |

| Stop on track |

| Unknown route-map component "eHST" |

|  | Station on track | Urban head station |

|  | Unknown route-map component "eABZgr" | Unknown route-map component "uSTRl" |

| Stop on track |

| Stop on track |

| Stop on track |

| Stop on track |

| Unknown route-map component "THSTu" |

| Unknown route-map component "ABZg+lxr" |

| Unknown route-map component "eKRZ" |

| Unknown route-map component "eABZg+r" |

| Station on track |

| Stop on track |

| Unknown route-map component "eABZgr+r" |

| Station on track |

| Straight track |

Note
Il percorso riguarda il tratto in territorio tedesco.